# Helsingborg
Helsingborg je švédské přístavní město, leží při severním ústí mořského průlivu Öresund naproti dánskému Helsingøru s pevností Kronborg (dějiště Shakespearovy hry Hamlet). K 31. prosinci 2010 mělo město 97 122 obyvatel.

## Historie
Helsingborg je jedno z nejstarších měst Švédska oficiálně datované ke 21. květnu 1085. Zeměpisná poloha Helsingborgu ležícím v nejužším místě Sund, pouhé 4 km od dánského ostrova Sjælland, byla dlouhou dobu klíčová pro Dánsko, které kontrolovalo až do roku 1658 oba břehy průlivu. Od roku 1429 Dánsko vybíralo poplatek od všech lodí, které tudy projížděly. Peníze pocházející z mýtného tvořily důležitou část příjmů Dánské Koruny. Při švédsko-dánské válce v letech 1657–1658 získal jih skandinávského poloostrova Karel X. Gustav. Dánové se však ještě toto strategické území několikrát snažili dobýt. Naposledy v roce 1710.

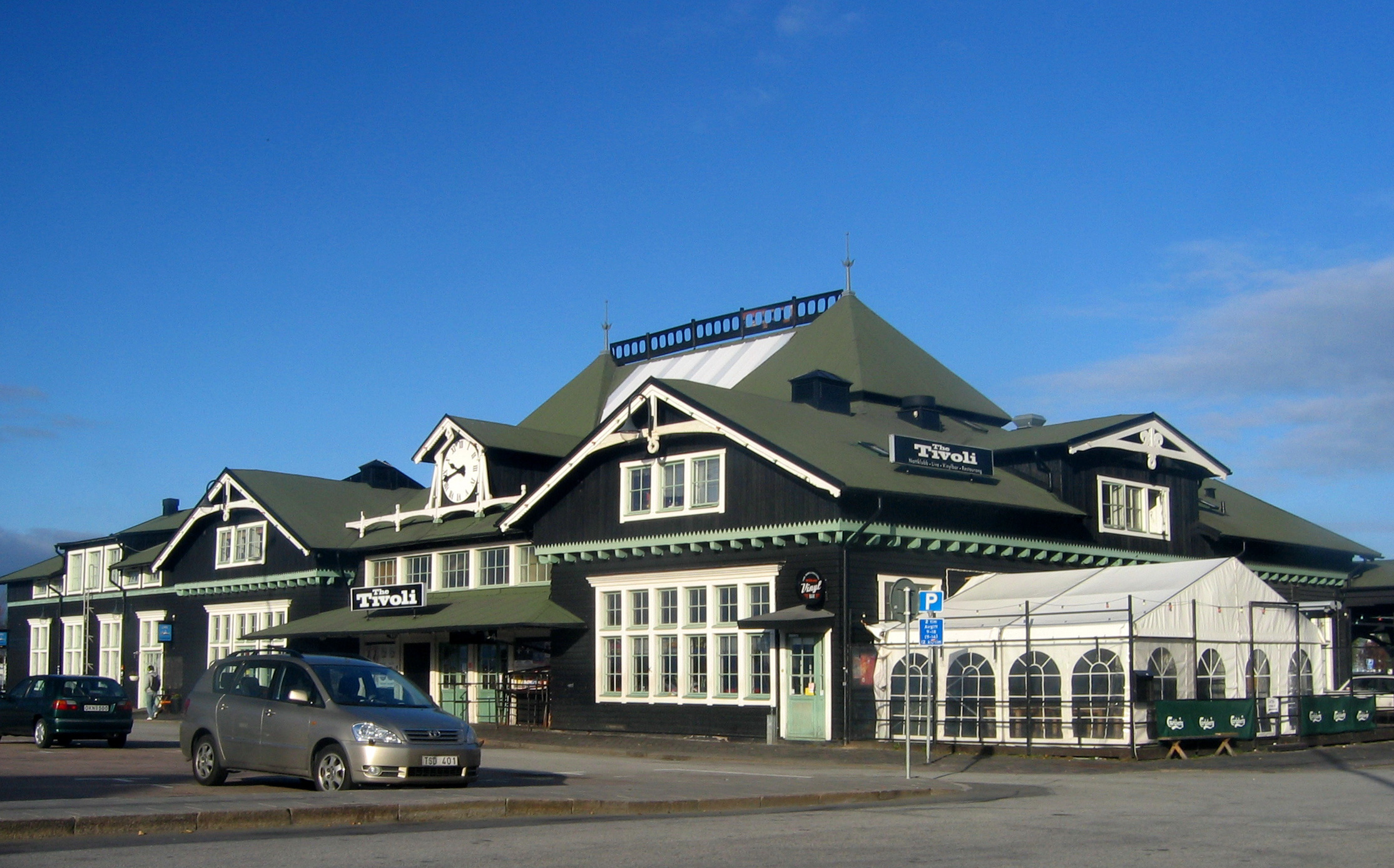
Helsingborg, restaurant Tivoli

Až do poloviny 19. století byl Helsingborg jen malé městečko s maximálně 4 000 obyvateli. Od roku 1850 se však stal jedním z nejrychleji rostoucích měst ve Švédsku. V roce 1890 měl již 20 000 obyvatel a v roce 1930 to bylo na 56 000 i díky industrializaci. Od roku 1892 spojuje oba břehy trajekt.

## Průmysl
Helsingborg je hlavní centrum obchodu a dopravy. Tři přepravní společnosti dopravují osoby a náklad z a do Dánska 24 hodin denně. Společnost IKEA má mezinárodní korporační ředitelství v Helsingborgu, ve městě je též hlavní sídlo společnosti a výrobní závod firmy Nederman, největšího světového výrobce zařízení pro odsávání a filtraci průmyslových škodlivin. Kromě toho se zde vyrábí též nikotinové žvýkačky Nicorette a plní se zde minerální voda Ramlösa v Ramlösa Brunn, což je jižní předměstí města.

## Sport
Ve městě působí fotbalový klub Helsingborgs IF.

## Osobnosti města
- Kryštof III. Bavorský (1416–1448), dánský, švédský a norský král z dynastie Wittelsbachů
- Tycho Brahe (1546–1601), dánský astronom, astrolog a alchymista
- Gunnar Nilsson (1948–1978), pilot Formule 1
- Stellan Skarsgård (* 1951), herec
- Henrik Larsson (* 1971), fotbalista
- Erik Edman (* 1978), fotbalista
- Anette Olzonová (* 1971), zpěvačka
- Lars Vilks (1946–2021), švédský umělec

## Partnerská města
- Alexandria, Virginie, USA
- Dubrovník, Chorvatsko
- Helsingør, Dánsko
- Pärnu, Estonsko